# ブリジット・ジョーンズの日記 きれそうなわたしの12か月 (映画)
『ブリジット・ジョーンズの日記 きれそうなわたしの12か月』（Bridget Jones: The Edge of Reason）は、2004年のイギリス・アメリカ合衆国のロマンティック・コメディ映画。2001年公開の『ブリジット・ジョーンズの日記』の続編。原作はヘレン・フィールディングの同名小説。

## キャスト
※括弧内は日本語吹替（DVD&VHSとKADOKAWAから発売のBlu-rayに収録）
- ブリジット・ジョーンズ（英語版） - レネー・ゼルウィガー（松本梨香）
- マーク・ダーシー - コリン・ファース（木下浩之）
- ダニエル・クリーヴァー - ヒュー・グラント（森田順平）
- コリン・ジョーンズ - ジム・ブロードベント（川久保潔）
- パメラ・ジョーンズ - ジェマ・ジョーンズ（斉藤昌）
- レベッカ・ギリース - ジャシンダ・バレット
- シャザー - サリー・フィリップス（中澤やよい）
- ジュード - シャーリー・ヘンダーソン（かないみか）
- トム - ジェームズ・キャリス（鉄野正豊）
- マグダ - ジェシカ・スティーヴンソン
- リチャード・フィンチ - ニール・ピアソン
- ジェド - ポール・ニコルズ
- ウナおばさん - セリア・イムリー
- ジェフリーおじさん - ジェームズ・フォークナー

## 受賞・ノミネーション
第62回ゴールデングローブ賞
- 主演女優賞 (ミュージカル・コメディ部門) - ノミネート